# Бібі Нойвірт
Бібі Нойвірт (англ. Bebe Neuwirth [ˈbiːbi ˈnjuːwɜːrθ]; нар. 31 грудня 1958) — американська акторка, співачка, танцюристка й кінорежисерка. Лауреатка двох премій «Еммі», двох премій «Тоні» та нагороди «Драма Деск». Найвідоміша роль — Ліліт Стернін у ситкомі NBC «Будьмо» та його спін-оффі «Фрейзер». На великому екрані виконала ролі другого плану у фільмах «Готова на все» (1993), «Джуманджі» (1995), «Факультет» (1998) та «Як позбутися хлопця за 10 днів» (2003). Нойвірт також досягла успіху в бродвейських мюзиклах «Міла Чаріті», «Чикаго» та «Сімейка Аддамс».

## Життєпис
Беатріс Нойвірт народилася 1958 року в Ньюарку, Нью-Джерсі, в родині американської художниці Сідні Енн Нойвірт та німецько-американського математика Лі Пола Нойвірта.
Нойвірт двічі була одружена: з 1984 по 1991 рік з Полом Дорманом, та з 2009 року з Крісом Калкінсом.

## Кар'єра

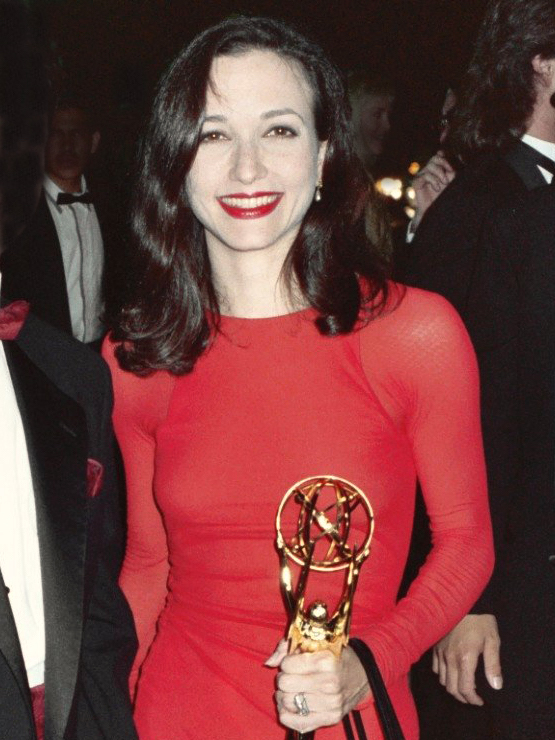
Бібі Нойвірт у 1991 році на церемонії «Еммі»

Нойвірт розпочала свою кар'єру на Бродвеї. У 1986 році вона виграла премію «Тоні» за свою роботу в постановці «Міла Чаріті». У 1996 році вона досягла найбільшого визнання після своєї головної ролі Велми Келлі в мюзиклі «Чикаго». За свою роль вона виграла премії «Тоні», «Драма Деск» та «Outer Critics Circle Award». У 2006 році вона зіграла у новій версії мюзиклу, але вже виконала роль Роксі Гарт.
На телебаченні вона відома за роль доктора Ліліт Стернін, консервативного психіатра, у популярному ситкомі «Будьмо», в якому вона знімалася з 1986 по 1993 рік. Вона виграла дві премії «Еммі» у категорії «Найкраща актриса другого плану в комедійному телесеріалі» у 1990 та 1991 роках. Пізніше вона також з'явилася у спін-офф шоу під назвою «Фрейзер», за участь у якому вона знову отримала номінацію на «Еммі».
Нойвірт знялася в кількох фільмах, таких, як «Зелена картка» (1990), «Багсі» (1991), «Готова на все» (1993), «Джуманджі» (1995), «Факультет» (1998), «Як позбутися хлопця за 10 днів» (2003), «Слава» (2009) тощо. На телебаченні вона з'явилася в таких серіалах, як «Слава», «Дикі пальми» та «Закон і порядок: Спеціальний корпус». На регулярній основі вона грала головну роль у «Закон і порядок: Суд присяжних» у 2005 році та у 2014 році знімається у серіалі "Державний секретар".

## Фільмографія

### Кіно
| Год  | Название на русском                      | Оригинальное название                    | Роль                          | Примечания              |
| ---- | ---------------------------------------- | ---------------------------------------- | ----------------------------- | ----------------------- |
| 1989 | Скажи хоч щось                           | Say Anything…                            | місіс Еванс                   |                         |
| 1990 | Зелена картка                            | Green Card                               | Лорен                         |                         |
| 1991 | Багсі                                    | Bugsy                                    | графиня ді Фрассо             |                         |
| 1992 | Покраска                                 | The Paint Job                            | Маргарет                      |                         |
| 1993 | Здатна на все                            | Malice                                   | детектив Дана Гарріс          |                         |
| 1995 | Джуманджі                                | Jumanji                                  | Нора Шепард                   |                         |
| 1996 | Усі собаки потрапляють до раю 2          | All Dogs Go to Heaven 2                  | Аннабель                      | мультфільм; озвучування |
| 1996 | Пригоди Піноккіо                         | The Adventures of Pinocchio              | Фелінет                       |                         |
| 1996 | Компаньон                                | The Associate                            | Камілла Скотт                 |                         |
| 1996 | Дорогий щоденник                         | Dear Diary                               | Н/Д                           | короткометражний фільм  |
| 1998 | Знаменитість                             | Celebrity                                | Ніна                          |                         |
| 1998 | Факультет                                | The Faculty                              | директорка школи Валері Дрейк |                         |
| 1998 | Різдво для всіх собак                    | An All Dogs Christmas Carol              | Аннабель / Белладонна         | мультфільм; озвучування |
| 1999 | Впізнаючи тебе                           | Getting to Know You                      | Трікс                         |                         |
| 1999 | Криваве літо Сема                        | Summer of Sam                            | Глорія                        |                         |
| 1999 | Висоти волі                              | Liberty Heights                          | Ада Курцман                   |                         |
| 2000 | Невиправний Гуфі                         | An Extremely Goofy Movie                 | Сильвия Марпоул               | мультфільм; озвучування |
| 2002 | Ловелас                                  | Tadpole                                  | Дайан Лоддер                  |                         |
| 2002 | Пригоди Хлопчика-мізинчика та Дюймовочки | The Adventures of Tom Thumb & Thumbelina | мати Дюймовочки               | мультфільм; озвучування |
| 2003 | Як позбутися хлопця за 10 днів           | How to Lose a Guy in 10 Days             | Лана Джонг                    |                         |
| 2003 | Розлучення                               | Le Divorce                               | Джулія Манчеверінг            |                         |
| 2004 | Велика крадіжка                          | The Big Bounce                           | Елісон Річі                   |                         |
| 2005 | Вирішальна гра                           | Game 6                                   | Джоанна Борн                  |                         |
| 2008 | —                                        | Adopt a Sailor                           | Патриша                       |                         |
| 2009 | Слава                                    | Fame                                     | місс Крафт                    |                         |
| 2017 | Розсміши мене                            | Humor Me                                 | Сі Сі Рудін                   |                         |
| 2019 | Джуманджі: Наступний рівень              | Jumanji: The Next Level                  | Нора Шепард                   |                         |
| 2020 | Сучасні переконання                      | Modern Persuasion                        | Ванесса Перрі                 |                         |
| 2021 | Тік-так, бум!                            | Tick, Tick… Boom!                        | дев'ята «Недільна легенда»    |                         |

## Нагороди та номінації
| Нагорода | Рік  | Категорія                                                                   | Назва роботи    | Результат |
| -------- | ---- | --------------------------------------------------------------------------- | --------------- | --------- |
| Еммі     | 1990 | Найкраща жіноча роль другого плану у комедійному телесеріалі                | Весела компанія | Перемога  |
| Еммі     | 1991 | Найкраща жіноча роль другого плану у комедійному телесеріалі                | Весела компанія | Перемога  |
| Еммі     | 1995 | Найкраща запрошена актриса у комедійному телесеріалі                        | Фрейзер         | Номінація |
| Еммі     | 1999 | Найкраща жіноча роль другого плану у комедійному міні-серіалі чи телефільмі | Деш та Ліллі    | Номінація |
| Супутник | 2003 | Найкраща жіноча роль другого плану у кінофільмі                             | Ловелас         | Номінація |
| Тоні     | 1986 | Найкраща жіноча роль другого плану у мюзиклі                                | Мила Черіті     | Перемога  |
| Тоні     | 1997 | Найкраща жіноча роль у мюзиклі                                              | Чикаго          | Перемога  |